# Peria Jerry
Peria Edward Jerry (Batesville, 23 agosto 1984) è un giocatore di football americano statunitense che gioca negli Atlanta Falcons della National Football League (NFL).

## Carriera universitaria
Al college, Jerry giocato con gli Ole Miss Rebels, squadra rappresentativa dell'università del Mississippi.

## Carriera professionistica

### Atlanta Falcons
Al Draft NFL 2009 è stato selezionato come 24ª scelta assoluta dagli Atlanta Falcons. Il 30 luglio 2009 ha firmato un contratto di 5 anni.
Ha debuttato nella NFL il 13 settembre contro i Miami Dolphins, poi il 20 settembre si è infortunato gravemente al ginocchio, saltando l'intera stagione regolare.

## Vittorie e premi
Nessuno.

## Statistiche
| Partite totali             | 18 |
| Partite totali da titolare | 2  |
| Tackle totali              | 10 |
| Intercetti fatti           | 0  |
| Fumble forzati             | 0  |
| Fumble recuperati          | 0  |